# Spoorlijn Langenthal - Huttwil
De spoorlijn Ramsei - Huttwil is een Zwitserse spoorlijn tussen Langenthal en Huttwil gelegen in kanton Bern.

## Geschiedenis
De onderneming Vereinigte Huttwil-Bahnen (afgekort VHB) ontstond op 1 januari 1944 door een fusie van de Langenthal-Huttwil-Bahn (LHB), de Huttwil-Wolhusen-Bahn (HWB) en de Ramsei-Sumiswald-Huttwil-Bahn (RSHB).
De Vereinigte Huttwil-Bahnen (afgekort VHB) had zijn hoofdkantoor in Huttwil gelegen in het kanton Bern. De VHB fuseerde in 1997 met de Emmental-Burgdorf-Thun-Bahn (EBT) en de Solothurn-Münster-Bahn (SMB) tot Regionalverkehr Mittelland (RM). Op zijn beurt fuseerde in 2006 de Regionalverkehr Mittelland (RM) met de BLS Lötschbergbahn om verder te gaan onder de naam BLS AG.

## Treindiensten
Het regionaalpersonenvervoer van de wordt uitgevoerd door de BLS.

## Elektrische tractie
Het traject werd op 8 juli 1945 geëlektrificeerd met een spanning van 15.000 volt 16 2/3 Hz wisselstroom.